# Recopa d'Europa de futbol 1975-76
La Recopa d'Europa de futbol 1975-76 fou la setzena edició de la Recopa d'Europa de futbol. El campió vigent (el Dínamo de Kíev) no hi participà perquè havia guanyat la lliga soviètica i, per tant, s'havia classificat per a la Copa d'Europa. La final fou guanyada pel RSC Anderlecht a la final davant del West Ham United FC.

## Primera ronda
| Equip 1             | Global | Equip 2                 | Anada | Tornada |
| ------------------- | ------ | ----------------------- | ----- | ------- |
| Spartak Trnava      | 0-3    | Boavista FC             | 0-0   | 0-3     |
| Valur               | 0-9    | Celtic FC               | 0-2   | 0-7     |
| Beşiktaş JK         | 0-6    | ACF Fiorentina          | 0-3   | 0-3     |
| Panathinaikos FC    | 0-2    | BSG Sachsenring Zwickau | 0-0   | 0-2     |
| Rapid Bucureşti     | 1-2    | RSC Anderlecht          | 1-0   | 0-2     |
| FK Borac Banja Luka | 14-1   | US Rumelange            | 9-0   | 5-1     |
| Wrexham AFC         | 3-2    | Djurgårdens IF          | 2-1   | 1-1     |
| Skeid               | 1-8    | Stal Rzeszów            | 1-4   | 0-4     |
| SK Sturm Graz       | 3-2    | PFC Slavia Sofia        | 3-1   | 0-1     |
| Haladás VSE         | 8-1    | Valletta FC             | 7-0   | 1-1     |
| FC Basel            | 2-3    | Atlètic de Madrid       | 1-2   | 1-1     |
| Eintracht Frankfurt | 11-3   | Coleraine FC            | 5-1   | 6-2     |
| Vejle BK            | 0-4    | FC Den Haag             | 0-2   | 0-2     |
| Home Farm FC        | 1-7    | RC Lens                 | 1-1   | 0-6     |
| Ararat Yerevan      | 10-1   | Anorthosis Famagusta FC | 9-0   | 1-1     |
| Lahden Reipas       | 2-5    | West Ham United FC      | 2-2   | 0-3     |

## Segona ronda
| Equip 1           | Global | Equip 2                 | Anada | Tornada |
| ----------------- | ------ | ----------------------- | ----- | ------- |
| Boavista FC       | 1-3    | Celtic FC               | 0-0   | 1-3     |
| ACF Fiorentina    | 1-1(p) | BSG Sachsenring Zwickau | 1-0   | 0-1     |
| RSC Anderlecht    | 3-1    | FK Borac Banja Luka     | 3-0   | 0-1     |
| Wrexham AFC       | 3-1    | Stal Rzeszów            | 2-0   | 1-1     |
| SK Sturm Graz     | 3-1    | Haladás VSE             | 2-0   | 1-1     |
| Atlètic de Madrid | 1-3    | Eintracht Frankfurt     | 1-2   | 0-1     |
| FC Den Haag       | 6-3    | RC Lens                 | 3-2   | 3-1     |
| Ararat Yerevan    | 2-4    | West Ham United FC      | 1-1   | 1-3     |

## Quarts de final
| Equip 1        | Global | Equip 2                 | Anada | Tornada |
| -------------- | ------ | ----------------------- | ----- | ------- |
| Celtic FC      | 1-2    | BSG Sachsenring Zwickau | 1-1   | 0-1     |
| RSC Anderlecht | 2-1    | Wrexham AFC             | 1-0   | 1-1     |
| SK Sturm Graz  | 0-3    | Eintracht Frankfurt     | 0-2   | 0-1     |
| FC Den Haag    | 5-5(c) | West Ham United FC      | 4-2   | 1-3     |

## Semifinals
| Equip 1                 | Global | Equip 2            | Anada | Tornada |
| ----------------------- | ------ | ------------------ | ----- | ------- |
| BSG Sachsenring Zwickau | 0-5    | RSC Anderlecht     | 0-3   | 0-2     |
| Eintracht Frankfurt     | 3-4    | West Ham United FC | 2-1   | 1-3     |

## Final
| West Ham United FC       | 2 – 4 | RSC Anderlecht                             |
| ------------------------ | ----- | ------------------------------------------ |
| Holland 28' · Robson 68' |       | Rensenbrink 42' 73' · Van der Elst 48' 88' |

| Guanyador de la Recopa d'Europa 1975-76 |
| --------------------------------------- |
| RSC Anderlecht Primer títol             |